# 嵯峨峡

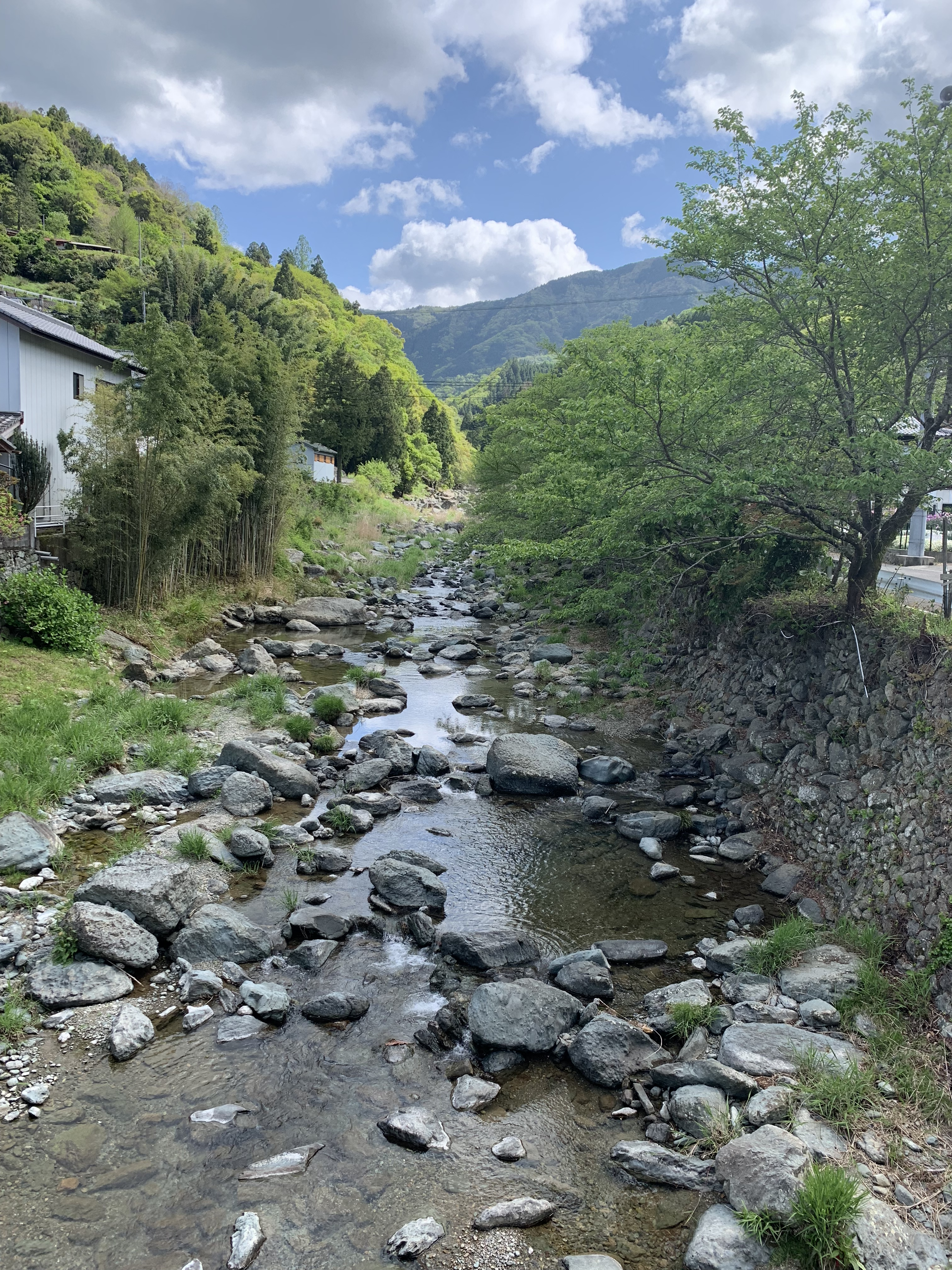
嵯峨橋より撮影。

嵯峨峡（さがきょう）は、徳島県名東郡佐那河内村を流れる嵯峨川の上流部に位置する峡谷。東山渓県立自然公園に指定されている延長1kmの峡谷。

## 概要
吉野川水系の主要河川・園瀬川の支流である嵯峨川の上流部に位置する清流で紅葉が美しく、四国のみちのコースになっている。放流されたアメゴや初夏にはたくさん飛び交うホタルが見られる。初夏は新緑、秋には紅葉、冬は雪景色など、四季折々の自然美を堪能できる。

## アクセス
- 徳島バス佐那河内行き「村上嵯峨」下車、徒歩で約60分（乗用車乗入可）。
- 徳島市より車で20km、約40分。